# MTTR
MTTR (engelska mean time to repair, på svenska genomsnittlig tid för reparation) är ett mått på summan av medelreparationstiden (mean repair time - MRT) och medelväntetiden (mean waiting time - MWT) för ett tekniskt system.